# Поліметали Сполучених Штатів Америки
Поліметали Сполучених Штатів Америки

## Поклади поліметалів вСША
Свинець. Станом на 1999 за загальними запасами свинцевих руд США займали 1-е місце, а за доведеними — 3-є місце (після Австралії і Казахстану) у світі. Відомо близько 100 родовищ свинцевих руд, в основному в центрі і західних частинах країни в найбільших гірничорудних районах: південно-сх. шт. Міссурі (бл. 70% запасів), Кьор-д'Алєн (4%), верхня Міссісіпі (3%), на Алясці (10%) і Трі-Стейтс (бл. 1%). На інші численні райони припадає 10-15% запасів свинцевих руд. Основні запаси (близько 80%) містяться в стратиформних родовищах типу «долини Міссісіпі», звичайно локалізованих в мілководних морських карбонатних і теригенних відкладах нижнього палеозою. Середній вміст свинцю в рудах 3-8%, цинку 0,5-1,5%, міді 0,1%. Домішки: нікель, кобальт, кадмій, срібло, ґерманій, бісмут, індій.
Цинк. За запасами цинку США разом з Канадою поділяють 2-3-є місце у світі (після Казахстану, 1999). Найбільшими є стратиформні родовища типу «долини Міссісіпі». Близько 60% всього цинку, що добувається в країні, дають руди цинкових родовищ, 15-20% виходить попутно з свинцевих руд, 15-20% — з комплексних свинцево-цинкових, 5% — з мідно-цинкових, мідно-свинцевих, мідно-поліметалічних і інших руд. Найбільші запаси цинкових руд зосереджені в карбонатних породах нижнього палеозою району Мідл-Теннессі (стратиформні родовища Елмвуд, Гордонсвілл, Стонуолл і інші) та карбонатних породах протерозою району родовище Балмат-Едуардс (штат Нью-Йорк). Вміст Zn в руді до 3,5-5,2%.

## Видобуток і переобка поліметалічних руд вСША
Пром. розробка покладів свинцево-цинкових руд в США ведеться з 2-ї половини 19 ст. Особливо високі темпи розвитку видобутку були характерні для 1900-20-х рр., коли країна перетворилася в найбільшого продуцента цієї сировини. Після 2-ї світової війни видобуток свинцевих руд в США досяг макс. рівня в 1974 (616 тис.т по металу), в подальші роки відмічалася тенденція до його спаду. Макс. рівень видобутку цинкової сировини був досягнутий в 1943 (675 тис. т). В кінці ХХ ст. США були в числі найбільших країн-продуцентів свинцево-цинкової сировини в зах. світі. Видобуток цинкових руд ведеться г.ч. в шт. Теннессі (40%), а також в штатах Міссурі, Нью-Йорк, Пенсильванія і Нью-Джерсі. 25 рудників забезпечують 98% всього видобутку. З 1982 діє найбільший в країні рудник “Елмвуд-Гордонсвілл" (шт. Теннессі) зі збагач. фабрикою потужністю 47 тис. т/рік цинкового концентрату (по металу). На збагач. фабриках використовується метод селективної флотації.
У 2000 р. виробництво Pb склало 450 тис. т, Zn - 860 тис. т [Mining Eng. (USA). - 2001. - 53, № 5. - Р. 37-38]. З свинцевих руд видобувають бл. 85% всього свинцю, з комплексних свинцево-цинкових 5-7%, іншу к-ть отримують при розробці поліметалічних, срібних, цинкових і інш. руд. США також імпортує свинцеві концентрати. Перспективи розвитку свинцево-цинкової промисловості пов'язані з освоєнням родов. на Алясці – Ред-Дог і Ґрін-Крік.
За видобутком срібних руд США займають провідне місце у західному світі. В кінці ХХ ст. у країні діяло бл. 170 підприємств, причому 10 рудників продукували бл. 2/3 срібла. Близько 1/3 срібла отримували як попутний компонент при розробці руд кольорових металів. На 5 штатів припадає 90% всього виробництва срібла: Айдахо, Монтана, Юта, Аризона, Невада. Головний район видобутку руд – Кьор-д'Ален (шт. Айдахо).
У 2000 р. видобуток Ag в США становив 2,1 тис. т [Mining Eng. (USA). - 2001. - 53, № 5. - Р. 37-38]. США і Японія є лідерами використання срібла в промисловості і фотографії. У 2000 р. частка США в споживанні срібла промисловістю світу становила 24.9%. У США в 2000 р. на промислові потреби було витрачено 2928 т срібла (в 1999 р. – 2757 т).